# Furcifer balteatus
Espèce
Synonymes
- Chamaeleo balteatus Duméril & Bibron, 1851
- Dicranosaura bifurca var. crassicornis Gray, 1865

Statut de conservation UICN

 EN B1ab(iii) : En danger
Statut CITES

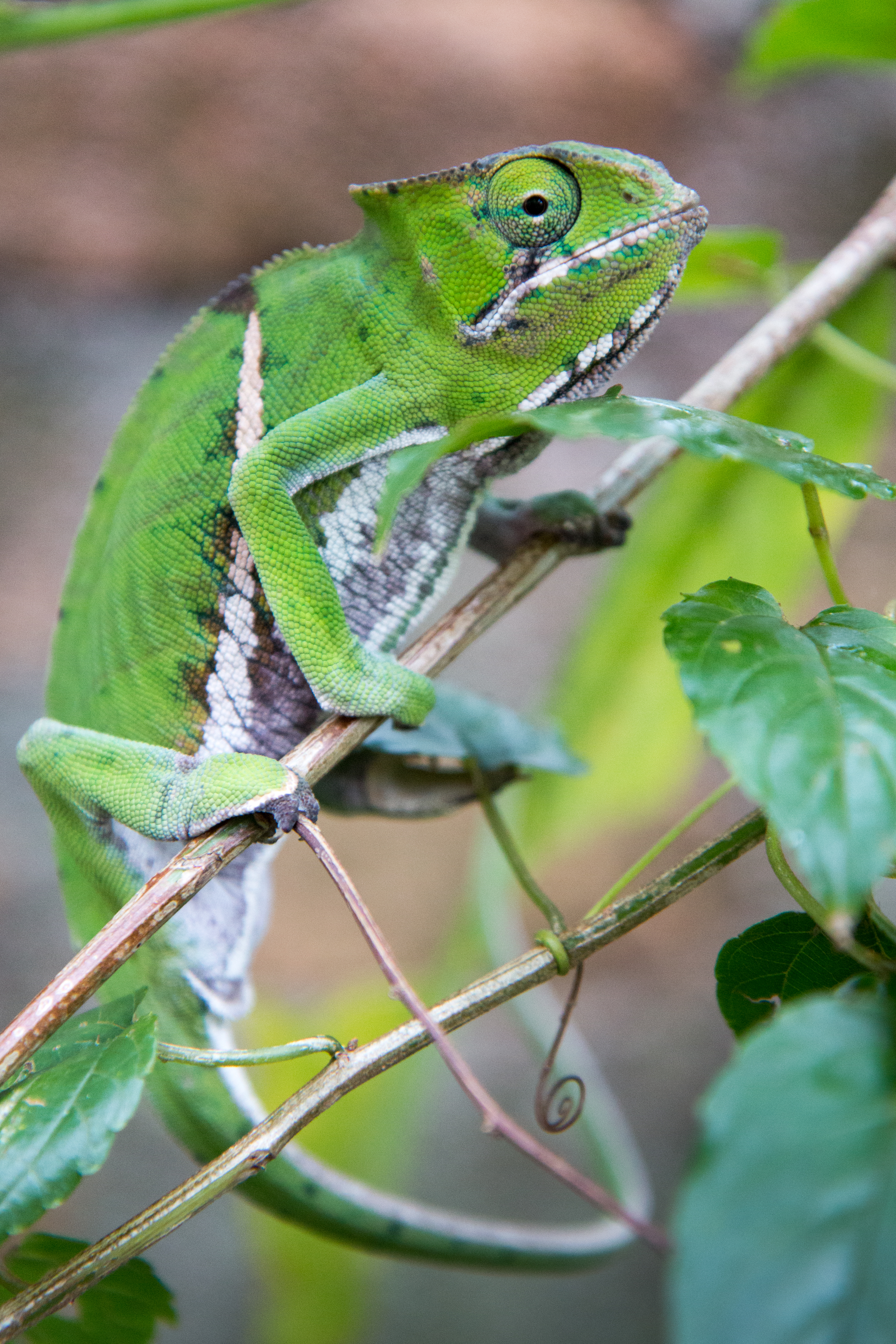

Furcifer balteatus est une espèce de sauriens de la famille des Chamaeleonidae.

## Répartition
Cette espèce est endémique de l'Est de Madagascar.

## Publication originale
- Duméril & Duméril, 1851 : Catalogue méthodique de la collection des reptiles du Muséum d'Histoire Naturelle de Paris. Gide et Baudry/Roret, Paris, p. 1-224 (texte intégral).